# Rémy Sarrazin
Pour les articles homonymes, voir Sarrazin.
 (juillet 2014).
Si vous disposez d'ouvrages ou d'articles de référence ou si vous connaissez des sites web de qualité traitant du thème abordé ici, merci de compléter l'article en donnant les références utiles à sa vérifiabilité et en les liant à la section « Notes et références ».
Rémy Sarrazin, né le 12 juillet 1959 à Paris, est un musicien français, bassiste, producteur, compositeur et arrangeur membre de la Sacem (sociétaire définitif) depuis 1982 qui a notamment été le bassiste du groupe Les Musclés de 1987 à 1997. Il est également connu pour avoir été acteur dans les séries Salut les Musclés et La Croisière foll'amour.

## Biographie
Rémy Sarrazin étudie le solfège, le violon et l’harmonie de 1964 à 1974 au conservatoire municipal de Thiais puis au conservatoire national de Créteil et, plus tard, la basse électrique. Il suit la classe d’écriture de J. Lepeut Lévine de 1996 à 1998 au conservatoire de Paris[Lequel ?]. M.A.O. depuis 1987[Quoi ?].
À partir de 1977, il travaille en studio, pour et à la télévision ainsi que sur scène comme musicien, compositeur, arrangeur, réalisateur et producteur. Il exerce également comme concepteur de musiques de dessins animés, de films documentaires, génériques et fonds sonores d’émissions TV et de spots publicitaires.
Il a participé aux groupes Potemkine, Chérèze, Moze sextet, Faton Bloom (Faton Cahen-Didier Malherbe), Pierre Ben Susan, Lorenzini 5tet, Magma, Nene’s band (Brésil), Bruno Letort, Franck Sitbon 4tet, Babik Reinhardt, Bex & Jouvelet, Chance orchestra, Bex/Pino/Teslar/Sarrazin, Faton Cahen Trio (Pip Pyle/Rémy Sarrazin), Bernard Wistraete, Jean Pierre Debarbat…
En outre, il a accompagné de nombreux chanteurs tels que Gilbert Montagné, Sheila, Rachid Bahri, Shake, Julie Pietri, Jacques Higelin, Alain Chamfort, Dorothée, Hélène Rollès, Jeanne Mas, Percy Sledge, Charles Dumont, Ray Charles, Tshala Muana…

### Les années TF1
De culture classique au départ, sa carrière est très éclectique ; après dix années de séances d'enregistrement et de tournées avec des groupes et des artistes de styles très différents, Rémy Sarrazin devient membre du groupe Les Musclés. Ce groupe que forment les musiciens de Dorothée va accompagner celle-ci dans le direct du mercredi après-midi du Club Dorothée sur TF1, ainsi que lors de ses concerts de 1987 à 1997. 
Rémy Sarrazin joue son propre rôle dans les séries télévisées Salut Les Musclés et La Croisière foll'amour sur TF1, de 1989 à 1997. 
En 2013, il fait une apparition dans la saison 4 des Mystères de l'amour, toujours dans son propre rôle.
En 2018, il fait également une apparition dans la saison 18 des Mystères de l'amour, toujours dans son propre rôle.

### Producteur
Il crée, en 1995, la société de production Trinore, qu'il dirige ; Trinore a pour vocation de produire toutes sortes de musiques, tant pour le disque que pour l'audiovisuel. La société ferme ses portes en 2016.

### Vie privée
Rémy Sarrazin a partagé la vie de l'animatrice de télévision Ariane Carletti (décédée en septembre 2019), dont il était séparé depuis 2002 ; le couple a deux enfants, Tristan et Éléonore.

## Filmographie

### Télévision
- 1989-1994 : Salut Les Musclés : Rémy
- 1993 : Famille fou rire : Rémy
- 1994-1997 : La Croisière foll'amour : Rémy
- 2013 & 2018 : Les Mystères de l'amour : Rémy

## Compositions
- Des chansons pour différents artistes.
- Des films documentaires
- Séries TV : Les Années bleues (1998 - 22 épisodes - TF1). La Baie  des Flamboyants (2007 - 100 épisodes - France Télévision). La Baie  des Flamboyants, saison 2 (2008-2009 - 100 épisodes - France Télévision). La Baie des Flamboyants, saison 3 (2009-2010 - 100 épisodes - France Télévision).Les Flamboyants, saison 1 (2011 - 100 épisodes - France Télévision)." Dreams ",(2012-2013 - 40 épisodes - NRJ 12).
- BO de Le Mal du Pays et de Nawin, deux films d'Édouard Molinaro (2005 - France 2).
- BO de Cesar Levy, un film d'Alain Schwarzstein (2007 - France 2).
- Compositeur / Producteur sur une centaine d’albums pour la Librairie Musicale